# Касянівка (Куп'янський район)
Касяні́вка —  село в Україні, у Дворічанській селищній громаді Куп'янського району Харківської області. Населення становить 131 осіб. До 2020 орган місцевого самоврядування — Кутьківська сільська рада.
Село було тимчасово окуповане російськими військами 24 лютого 2022 року. В ході Харківського контрнаступу село було звільнене Збройними Силами України.

## Географія
Село Касянівка знаходиться на лівому березі річки Нижня Дворічна, вище за течією за 2,5 км розташоване село Стецьківка, нижче за течією на відстані 1 км - село Кутьківка, на відстані 3 км розташовані села Лозова Перша, Лозова Друга, Плескачівка.

## Історія
- 1747 - дата першої згадки[1].
- 7 (20) листопада 1917 року, відповідно до.Третього Універсалу Української Центральної Ради, увійшло до складу Української Народної Республіки[2].
- 12 червня 2020 року, відповідно до Розпорядження Кабінету Міністрів України  № 725-р «Про визначення адміністративних центрів та затвердження територій територіальних громад Харківської області», увійшло до складу Дворічанської селищної громади.[3]
- 19 липня 2020 року, в результаті адміністративно - територіальної реформи та ліквідації Дворічанського району, село увійшло до складу Куп'янського району Харківської області[4].

## Економіка
- У селі є молочно-товарна, свино-товарна і птахо-товарна ферми.

## Об'єкти соціальної сфери
- Клуб.